# Longwy
 Longwy  es una comuna y población de Francia, en la región de Lorena, departamento de Meurthe y Mosela, en el distrito de Briey. La comuna conforma el cantón homónimo.
Está integrada en la Communauté de communes de l'agglomération de Longwy , de la que es la mayor población.

## Demografía
La siguiente tabla muestra la demografía de Longwy:
| 2 328 | 2 212 | 2 118 | 2 548 | 2 430 | 2 358 | abs. | abs. | abs. | 2 530 | 3 353 | 3 213 | 4 225 | 5 064 | 6 811 | 6 978 | 7 788 | 9 235 | 9 911 | 11 144 | 9 033 | 12 101 | 14 811 | 14 131 | 12 150 | 16 578 | 21 929 | 21 076 | 20 131 | 17 338 | 15 439 | 14 521 | 14 317 | 14 346 |
| Para los censos de 1962 a 1999 la población legal corresponde a la población sin duplicidades (Fuente: INSEE [Consultar]) |       |       |       |       |       |      |      |      |       |       |       |       |       |       |       |       |       |       |        |       |        |        |        |        |        |        |        |        |        |        |        |        |        |

En el censo de 1999, la aglomeración urbana, que incluye otras siete comunas, tenía una población de 40.202 (ambas cifras se refieren únicamente a la parte francesa).

## Historia
Longwy estuvo bajo el dominio de los duques de Luxemburgo, de los condes de Bar y de los duques de Lorena. Asediada y ocupada por los franceses en 1648, fue devuelta a Lorena en 1660, nuevamente tomada por las tropas francesas en 1670, la ciudad fue cedida a Francia por el Tratado de Nimega en 1678. Luis XIV la hizo fortificar por Vauban, construyendo la ciudadela. Su condición de ciudad fronteriza le valió ser ocupada en diversas ocasiones: por los prusianos en 1815 y 1870; por los alemanes en las dos guerras mundiales.

## Personas destacadas
- Jean-Paul Aubé (1837 - 1916), escultor nacido en la villa.